# ジャスパー・ヴァイナル
ジャスパー・ヴァイナル（英語: Jasper Vinall、1590年 ‐ 1624年8月28日）は、イングランド出身のクリケット選手。競技の中で初めて死亡したクリケット選手として知られている。1624年8月28日にフィールダーとしてイースト・サセックスのホーステッドケインズ (Horsted Keynes) で開催された試合にフィールダーとして出場していた彼は、バッツマンが二回目の打撃を試みた際にバットの直撃を頭に受けて死亡した。このことは検死官により裁判所に報告されたが、裁判所は不幸な事故であったとの判決を下した。
この事件においての死者のジャスパー・ヴァイナルと、打球を放ったエドワード・タイは共に試合が開催されたところとは別のウェストホースリー (West Hoathly) の出身であり 、この当時から異なる教区同士でのクリケットの試合が開催されていることを示している 。
1647年にはウエスト・サセックスのセルセイ (Selsey) においてヘンリー・ブランドが同様に死亡している。
クリケットの規則として知られている最初のものは1744年のもので、このときにはすでにバッツマンがボールを2度打つのは禁止されている。この規則がいつ制定されたのかはまだ分かっていない。